# Rik Vandenberghe (atleet)
Hendrik (Rik) Vandenberghe (Beernem, 12 januari 1953) is een voormalige Belgische atleet, die gespecialiseerd was in de sprint en de middellange afstand. Hij nam eenmaal deel aan de Olympische Spelen.

## Biografie
Vandenberghe nam in 1978 op de 400 m deel aan de Europese kampioenschappen in Praag. Hij werd uitgeschakeld in de reeksen. Ook op de 4 x 400 m werd hij uitgeschakeld in de reeksen.
Samen met Danny Roelandt, Eddy De Leeuw en Fons Brydenbach verbeterde Vandenberghe in 1979 het Belgisch record op de 4 x 400 m. Ook in 1980 verbeterde hetzelfde kwartet het Belgisch record en plaatste zich hiermee voor de Olympische Spelen in Moskou. Een fout in de laatste stokwissel kostte hen een finaleplaats. In 1981 verbeterden ze nogmaals het Belgisch record, dat pas in 2008 verbeterd werd.

### Clubs
Vandenberghe was aangesloten bij Ajax Gent. Na zijn actieve carrière werd hij er trainer. Later werd de club omgevormd tot Deinze Atletiekclub. Hij was ook leraar Lichamelijke Opvoeding in het plaatselijke VTI.

## Persoonlijke records
| Onderdeel | Prestatie | Datum            | Plaats  |
| --------- | --------- | ---------------- | ------- |
| 400 m     | 46,43 s   | 10 augustus 1980 | Brussel |
| 800 m     | 1.47,45   | 27 augustus 1980 | Koblenz |

## Palmares

### 400 m
- 1978: 5e series EK in Praag – 47,55 s
- 1980:  BK AC – 46,43 s
- 1982:  BK AC – 47,49 s

### 4 x 400 m
- 1978: 5e series EK in Praag – 3.08,00
- 1980: DNF OS in Moskou